# Amar Fatah
Amar Abdirahman Ahmed Fatah, född 19 februari 2004, är en svensk fotbollsspelare som spelar för nederländska Willem II, på lån från Troyes.

## Klubblagskarriär

### AIK
Fatahs moderklubb är IF Brommapojkarna. I tioårsåldern lämnade han dem för spel i AIK. Efter att ha tagit sig igenom klubbens akademi fick Fatah debutera i Allsvenskan som 17-åring. I 3-0-segern mot Östersunds FK den 8 november 2021 stod han för ett inhopp i den 82:a minuten. Efter matchen fick Fatah motta stora hyllningar för sin debut – både för hur han spelade på planen och hur han efteråt pratade med pressen.
Knappt två veckor efter att han debuterat i Allsvenskan skrev Fatah på sitt första A-lagskontrakt med AIK, vilket sträckte sig till 31 december 2024.

### Troyes
Den 30 augusti 2022 värvades Fatah av franska Troyes, där han skrev på ett femårskontrakt. Fatah debuterade i Ligue 1 den 28 december 2022 i en 0–0-match mot Nantes, där han blev inbytt i den 71:a minuten mot Wilson Odobert.

#### Lommel (lån)
Den 31 januari 2023 lånades Fatah ut till belgiska Lommel på ett låneavtal över resten av säsongen 2022/2023. I juli 2023 förlängdes låneavtalet över säsongen 2023/2024.

#### Willem II (lån)
Den 26 augusti 2024 lånades Fatah ut till nederländska Willem II på ett säsongslån.

## Landslagskarriär
Fatah debuterade för Sveriges P19-landslag den 4 september 2021, i en oavgjord match mot Belgien.

## Statistik
| Klubb              | Säsong             | Liga               | Liga    | Liga | Nationell cup | Nationell cup | Totalt  | Totalt |
| Klubb              | Säsong             | Division           | Matcher | Mål  | Matcher       | Mål           | Matcher | Mål    |
| ------------------ | ------------------ | ------------------ | ------- | ---- | ------------- | ------------- | ------- | ------ |
| AIK                | 2021               | Allsvenskan        | 1       | 0    | 0             | 0             | 1       | 0      |
| Totalt i karriären | Totalt i karriären | Totalt i karriären | 1       | 0    | 0             | 0             | 1       | 0      |

## Personligt
I inledningen av sin karriär använde sig Amar Ahmed Fatah av namnet Amar Abdirahman Ahmed, vilket han också bar när han debuterade i Allsvenskan. I samband med att han skrev på sitt första A-lagskontrakt myntades istället det andra spelarnamnet.
Fatah växte upp i Stockholmsförorterna Tensta och Rinkeby innan familjen flyttade till Vällingby när han nått tonåren. Han har berättat att Martin Mutumba, från Rinkeby och mest känd för sin tid i AIK, var hans stora idol under uppväxten.